# Lakemont Park
Lakemont Park, est un parc d'attractions situé à Altoona, en Pennsylvanie. Il comporte le plus vieux parcours de montagnes russes encore en marche ; Leap The Dips qui est présent depuis 1902.
Ouvert en 1894, il devient un vrai parc d'attractions à partir de l'été 1899. Il appartient à la Boyer Candy Company. Du 23 mai 1986 au 1er juillet 1988, il fut appelé Boyertown USA.

## Les montagnes russes

### En fonction
| Nom de l'attraction | Type                      | Constructeur                       | Année d'ouverture |
| ------------------- | ------------------------- | ---------------------------------- | ----------------- |
| Leap The Dips       | Montagnes russes en bois  |                                    | 1902              |
| Little Leaper       | Montagnes russes en métal | Allan Herschell Company            | ?                 |
| Skyliner            | Montagnes russes en bois  | Philadelphia Toboggan Coasters     | 1987              |
| Toboggan            | Montagnes russes en métal | Chance Manufacturing Company, Inc. | 1971              |

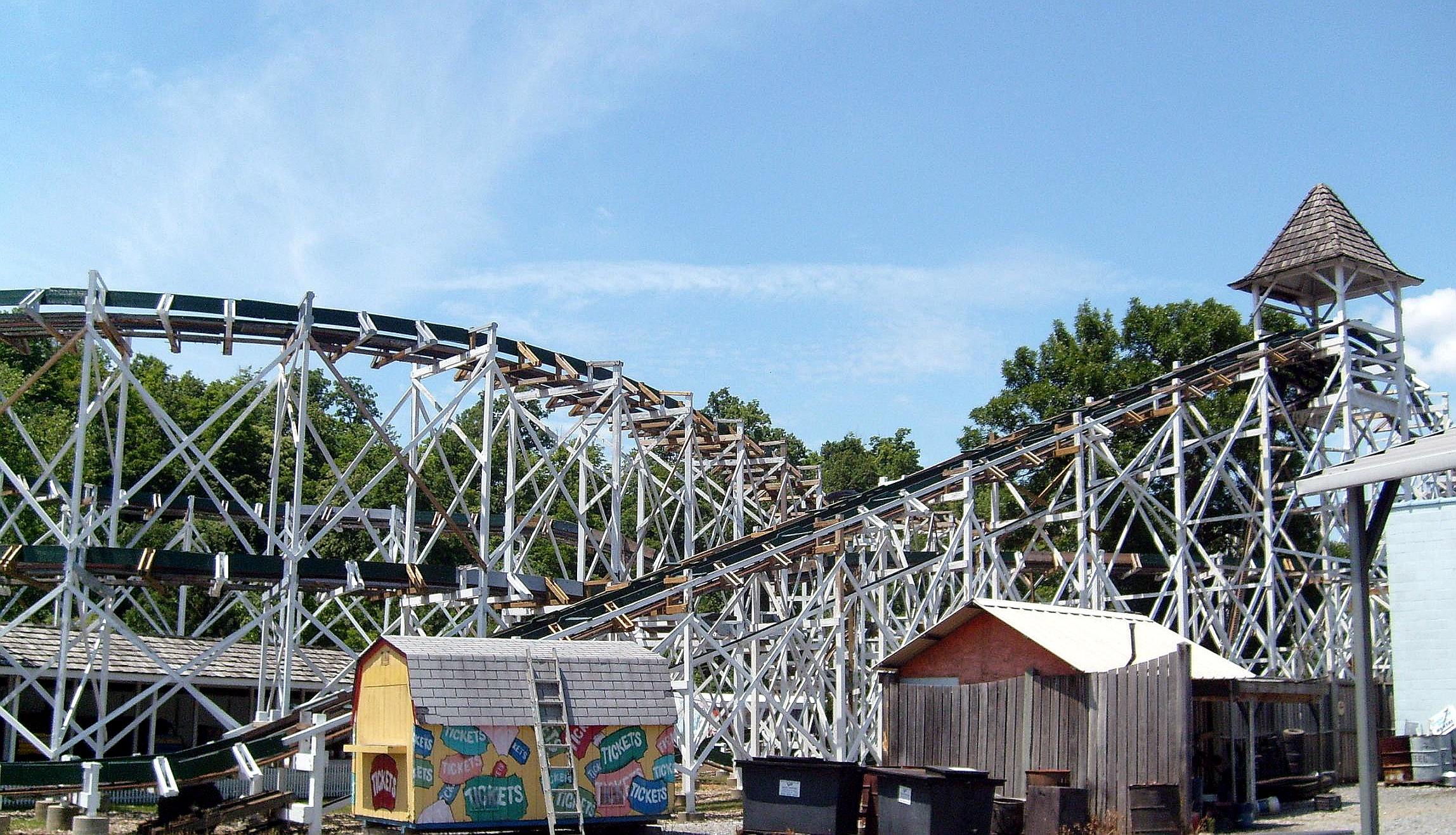
Leap The Dips
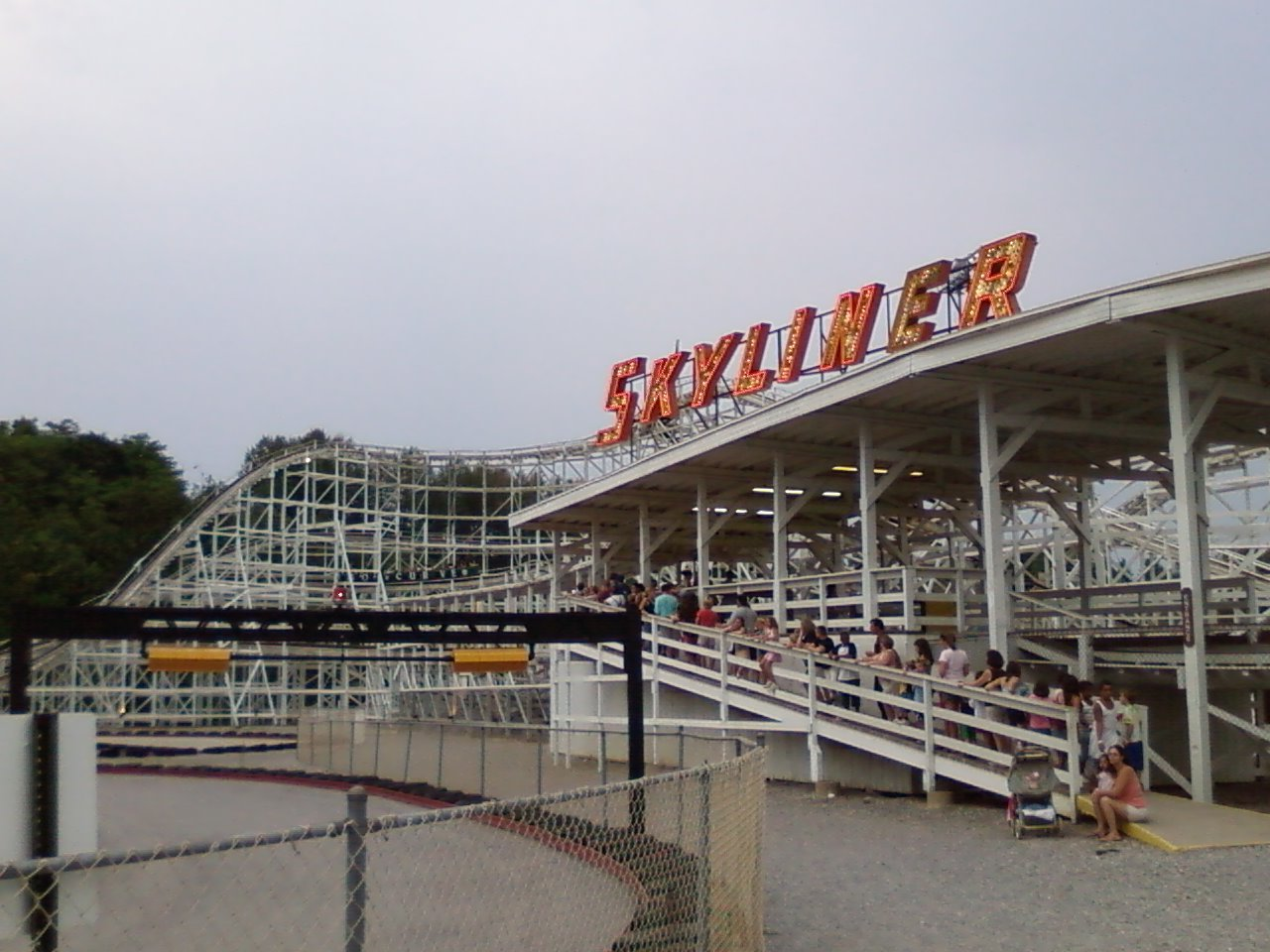
Skyliner
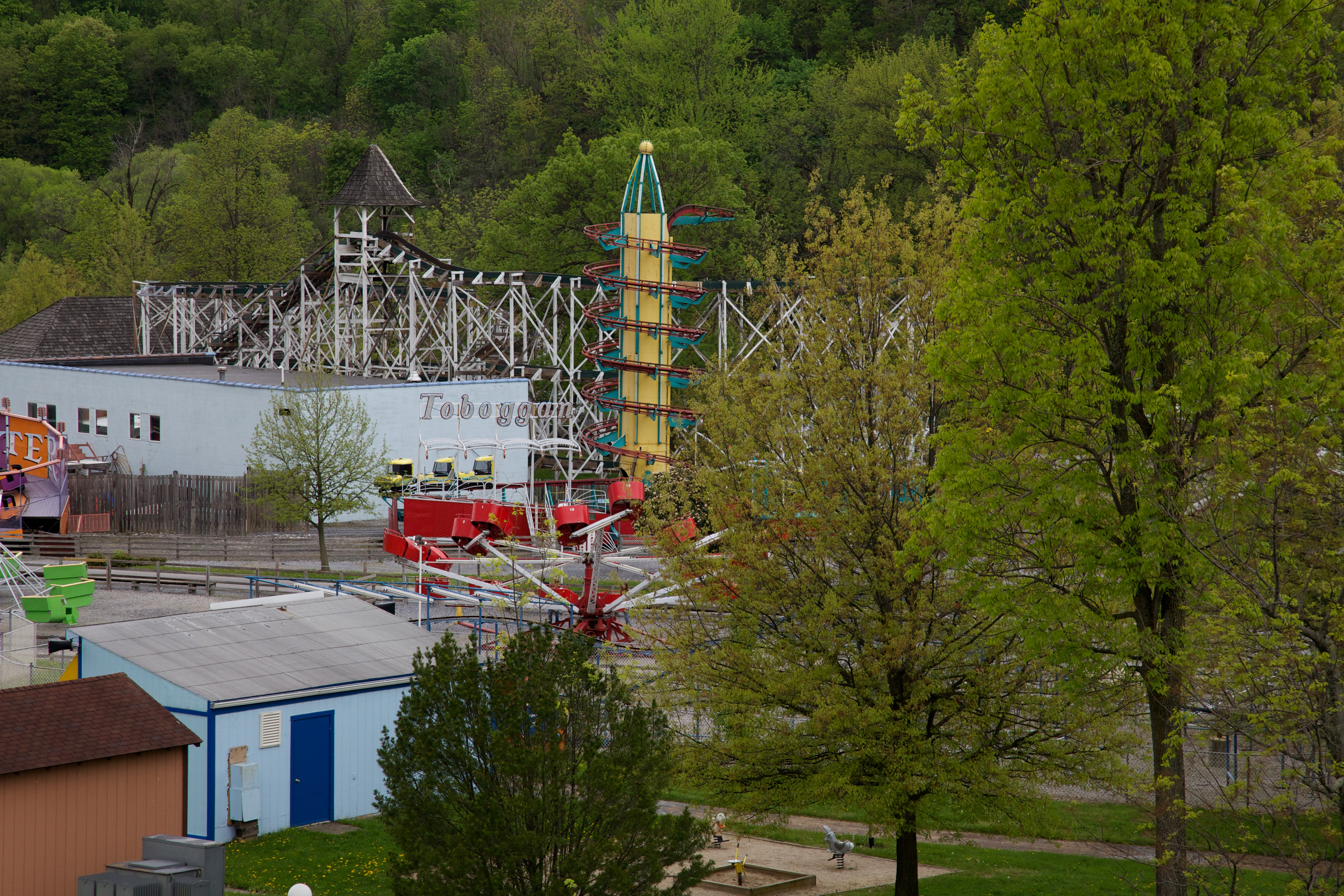
Toboggan

### Disparues
- Mad Mouse - Wild Mouse (?-2003)
- Twister - Montagnes russes en bois (1927-1935)

## Autres attractions
- Car Ride
- Ferris wheel - Grande roue
- Flying Swings - Chaises volantes
- Monster
- Pony ride
- Racetrack - Karting (1994)
- Round-Up - Round-up
- Scrambler - Scrambler
- Skydiver
- Tilt-A-Whirl - Tilt-A-Whirl
- Train Ride - Train
- Twister
- Zipper